# House of Secrets (album)
House of Secrets è il secondo album in studio del gruppo musicale statunitense Otep, pubblicato il 27 luglio 2004 dalla Capitol Records.
Come contenuto multimediale è presente il videoclip del primo singolo estratto Warhead.

## Tracce
1. Requiem – 2:40
2. Warhead – 3:29
3. Buried Alive – 3:42
4. Sepsis – 3:29
5. House of Secrets – 4:02
6. Hooks & Splinters – 3:32
7. Gutter – 1:02
8. Autopsy Song – 3:42
9. Suicide Trees – 6:26
10. Nein – 4:11
11. Self-Made – 3:38
12. Shattered Pieces – 4:09

## Formazione
Gruppo
- Otep Shamaya - voce, grancassa, didgeridoo
- Evil J - basso, chitarra
- Rob Patterson - chitarra
- Greg Wells - batteria, chitarra

Altri musicisti
- Joey Jordison - batteria